# Stanisław Żelichowski
Stanisław Żelichowski (ur. 9 kwietnia 1944 w Księżostanach) – polski polityk i inżynier leśnik, poseł na Sejm PRL IX kadencji oraz na Sejm RP I, II, III, IV, V, VI i VII kadencji, minister odpowiedzialny za środowisko w kilku rządach, członek władz Polskiego Stronnictwa Ludowego.

## Życiorys
Syn Jana i Zofii. Absolwent Wydziału Leśnego Szkoły Głównej Gospodarstwa Wiejskiego, który ukończył w 1968. W latach 1967–1968 odbył staż w Prezydium Powiatowej Rady Narodowej w Ostrołęce. Po ukończeniu studiów pracował w leśnictwie. Od 1969 do 1971 był adiunktem w Nadleśnictwie Ciechanów. Od 1971 do 1993 pełnił funkcję nadleśniczego Nadleśnictwa Dwukoły. W latach 1988–1990 sprawował urząd przewodniczącego Wojewódzkiej Rady Narodowej w Ciechanowie.
Od 1970 należał do Zjednoczonego Stronnictwa Ludowego. W 1990 został członkiem Polskiego Stronnictwa Ludowego. Wszedł w skład władz krajowych tej partii (był m.in. sekretarzem, a później skarbnikiem Naczelnego Komitetu Wykonawczego PSL), w latach 2004–2016 pełnił też funkcję prezesa zarządu wojewódzkiego PSL w województwie warmińsko-mazurskim.
Funkcję posła po raz pierwszy sprawował z ramienia ZSL w latach 1985–1989 w Sejmie PRL IX kadencji. W 1989 bezskutecznie kandydował do Senatu. W latach 1989–1991 pełnił funkcję sędziego Trybunału Stanu. W 1991, 1993, 1997, 2001 i 2005 uzyskiwał mandat poselski z ramienia PSL. Sprawował urząd ministra ochrony środowiska, zasobów naturalnych i leśnictwa od 26 października 1993 do 31 października 1997 (w rządach Waldemara Pawlaka, Józefa Oleksego i Włodzimierza Cimoszewicza). Od 19 października 2001 do 3 marca 2003 był natomiast ministrem środowiska w rządzie Leszka Millera. W 1998 został wybrany do Sejmiku Województwa Warmińsko-Mazurskiego I kadencji.
W 2004, 2009 i 2014 bezskutecznie kandydował do Parlamentu Europejskiego. W wyborach parlamentarnych w 2007 po raz siódmy uzyskał mandat poselski, otrzymując w okręgu elbląskim 6437 głosów. Od grudnia 2007 do listopada 2011 był przewodniczącym Klubu Poselskiego PSL. W wyborach w 2011 ponownie wybrano go do Sejmu, dostał 6458 głosów. W Sejmie VII kadencji pełnił funkcję przewodniczącego Komisji Ochrony Środowiska, Zasobów Naturalnych i Leśnictwa.
W 2014 tygodnik „Polityka” na podstawie rankingu przeprowadzonego wśród polskich dziennikarzy parlamentarnych wymienił go wśród 10 najlepszych posłów tego roku. W 2015 Stanisław Żelichowski nie został wybrany na kolejną kadencję Sejmu. W wyborach samorządowych w 2018 bezskutecznie kandydował na radnego sejmiku warmińsko-mazurskiego. W wyborach w 2019 ponownie bez powodzenia startował z ramienia PSL do Sejmu. W 2023 objął zwolniony mandat radnego sejmiku VI kadencji. W 2024 nie ubiegał się o reelekcję.